# Afrocarpus
Afrocarpus – rodzaj drzew z rodziny zastrzalinowatych (Podocarpaceae). Obejmuje sześć gatunków występujących w centralnej i południowej Afryce.

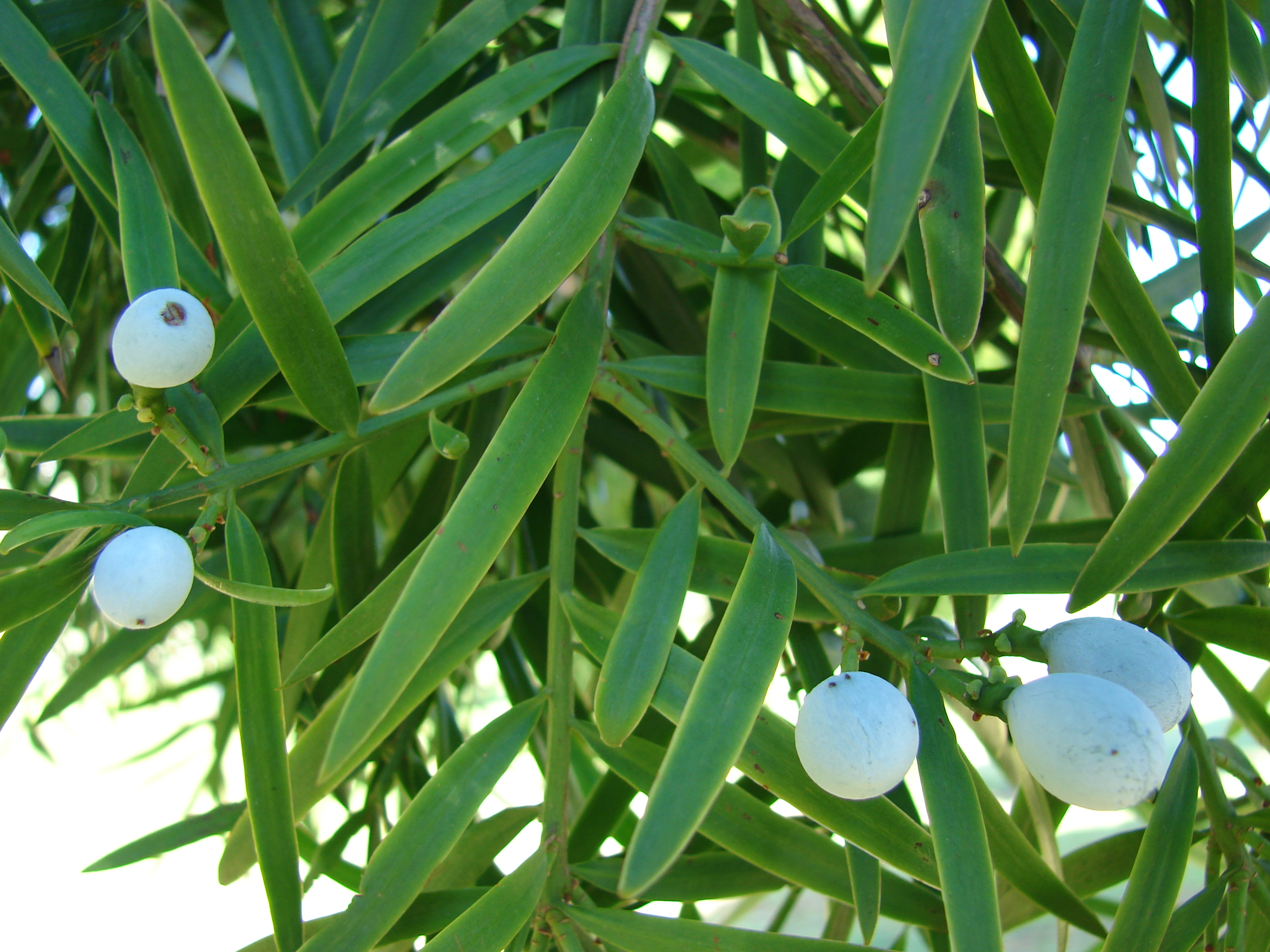
Afrocarpus gracilior

## Systematyka
Jeden z rodzajów rodziny zastrzalinowatych (Podocarpaceae).
Wykaz gatunków
- Afrocarpus dawei (Stapf) C.N.Page
- Afrocarpus falcatus (Thunb.) C.N.Page
- Afrocarpus gaussenii (Woltz) C.N.Page
- Afrocarpus gracilior (Pilg.) C.N.Page
- Afrocarpus mannii (Hook.f.) C.N.Page
- Afrocarpus usambarensis (Pilg.) C.N.Page